# Thymoites minero
Thymoites minero es una especie de araña araneomorfa del género Thymoites, familia Theridiidae. Fue descrita científicamente por Roth en 1992.
Habita en los Estados Unidos.